# 沃济尔根杰
沃济尔根杰（Wazirganj），是印度北方邦Budaun县的一个城镇。总人口17452（2001年）。

## 人口
该地2001年总人口17452人，其中男性9343人，女性8109人；0—6岁人口3371人，其中男1745人，女1626人；识字率42.29%，其中男性为51.30%，女性为31.90%。